# 静かな夜/weather
「静かな夜／weather」（しずかなよる／ウェザー）は、日本の女性歌手で、音楽グループEvery Little Thingのボーカリスト・持田香織が2009年7月29日に発売した4枚目のソロ・シングルである。

## 解説
2009年1月に発売された「雨のワルツ」から、田島貴男とのユニット「Caocao」名義で発売された「個人授業」を挟んで半年ぶりのソロ・シングル。2009年8月12日発売の初のソロ・アルバム『moka』の先行シングルである。
初回限定盤は「静かな夜」のビデオクリップが収録されたDVD付き。
本作はミュージシャン・音楽プロデューサーの大橋トリオ（大橋好規）によるプロデュース。
フジテレビ系「恋時雨 〜恋はときどき泪が出る〜」のDVD Vol.1に「weather」のビデオクリップが収録されている。

## 収録曲

### CD
1. 静かな夜
（作詞・作曲：持田香織 / 編曲：大橋好規）
フジテレビ系「恋時雨 〜恋はときどき泪が出る〜」第1話「通り雨」テーマソング
2. weather
（作詞・作曲：持田香織 / 編曲：村田昭）
TBS系「日立 世界・ふしぎ発見!」エンディングテーマ
3. MOON RIVER
（作詞：John H Mercer / 作曲：Henry Nicola Mancini / 編曲：今剛）
アメリカ映画「ティファニーで朝食を」の主題歌としてオードリー・ヘプバーンが歌った楽曲「MOON RIVER」のカバー。ギタリスト・今剛とのセッション曲。

### DVD
1. 静かな夜 Video Clip

## 収録アルバム
- moka（#1,2）